# Israel en los Juegos Paralímpicos de Pekín 2008
Israel estuvo representado en los Juegos Paralímpicos de Pekín 2008 por un total de 43 deportistas, 35 hombres y ocho mujeres.

## Medallistas
El equipo paralímpico israelí obtuvo las siguientes medallas:
| Nombre                      | Deporte                  | Evento                             |
| --------------------------- | ------------------------ | ---------------------------------- |
| Oro                         |                          |                                    |
| —                           |                          |                                    |
| Plata                       |                          |                                    |
| Inbal Pezaro                | Natación                 | 100 m braza SB4 femenino           |
| Inbal Pezaro                | Natación                 | 100 m libre S5 femenino            |
| Inbal Pezaro                | Natación                 | 200 m libre S5 femenino            |
| Boaz Kramer Shraga Weinberg | Tenis en silla de ruedas | Quad dobles mixto                  |
| Doron Shaziri               | Tiro                     | Rifle libre 3 × 40 m SH1 masculino |
| Bronce                      |                          |                                    |
| Eli Nawi                    | Remo                     | Scull individual AM1x masculino    |